# Anyangde guer
Anyangde guer (安陽的孤儿), comercialitzada internacionalment com The Orphan of Anyang, és una pel·lícula xinesa del 2001 escrita i dirigida per l'autor de sisena generació Wang Chao. És el primer llargmetratge de Wang com a director (anteriorment havia estat assistent de direcció de Chen Kaige), i es basa en una novel·la escrita pel director. La pel·lícula constitueix la primera part d'una trilogia solta sobre la vida a la Xina moderna, seguida de Day and Night (2004) i Luxury Car (2006). La pel·lícula va ser produïda per la productora independent de Pequín basada en Laurel Films, fundada pel guionista Fang Li. La distribució internacional va ser a càrrec de l'empresa francesa Onoma.
Anyangde guer narra la història d'un treballador d'una fàbrica recentment a l'atur a la ciutat d'Anyang a la província de Henan, que es troba amb un nen abandonat. Descobreix que el nen pertany a una prostituta i un mafiós local, i el pobre treballador accepta fer-se càrrec del nadó. Tanmateix, quan el mafiós descobreix que s'està morint de càncer, intenta recuperar el nen, ara el seu únic hereu.
La pel·lícula està marcada per l'ús de càmeres estàtiques i un ús naturalista de la il·luminació i el so, fet que va fer que un crític notés la seva similitud amb les pel·lícules del neorealisme italià i el manifest Dogma 95.

## Càsting
La pel·lícula constava principalment d'actors no professionals, la majoria provinents localment de la mateixa Anyang. El director Wang Chao va fer quatre viatges separats a Anyang com a preparació per a la realització de la pel·lícula, tres dels quals es van dedicar al propòsit de seleccionar els protagonistes. Wang va reunir deu habitants per fer una audició per al paper de Yu Dagang, el tendre però solitari i desesperat treballador de la fàbrica que es troba a ell mateix cuidant d'un nadó. El paper finalment aniria a Sun Guilin, que Wang va triar en part perquè posseïa "calma, però també una mica de personalitat i una mica de dignitat i esperança". Zhu Jie, l'actor escollit per interpretar al Cap Si-De, el gàngster de la tríada moribund i pare biològic de l'orfe, va ser un altre actor local trobat a Anyang.
Dels tres protagonistes, només Yue Senyi, que interpreta la dura prostituta, Feng Yanli va ser contractada a Pequín. Wang va assenyalar que posseïa una "lleu tossuderia" però un "esperit fort", de manera que podia fer el paper d'una prostituta sense "transmetre misèria". La majoria dels pinxos que envolten Si-De, per exemple, eren delinqüents locals. Wang va assenyalar que mai podria trobar actors que poguessin caminar en grups de la manera que ho farien els delinqüents reals.

## Recepció
La pel·lícula no va rebre una àmplia distribució, però, tanmateix, va ser àmpliament elogiada per la crítica. Durant la seva estrena a la ciutat de Nova York, com a part del MOMA's New Directors/New Films Series, el crític Elvis Mitchell va donar un alt elogi al treball debut de Wang. Mitchell escriu que la pel·lícula "amb la seva honestedat sense luxes, és un èxit sorprenent..." i quan es pregunta si Anyangde guer es pot considerar una de les millors pel·lícules de l'any, respon senzillament, "Molt possiblement." En general, els crítics van reflectir aquests elogis en un grau o un altre, un anomenant la pel·lícula "pel·lícula enganyosament senzilla de gran profunditat, maduresa, sensibilitat i visió", mentre que un altre la va elogiar més suaument, però va assenyalar que Wang seria "un nou talent a supervisar a l'escena indie continental."
Les pretensions artístiques de la pel·lícula (el ritme lent i l'ús d'actors no professionals, per exemple) li van guanyar el menyspreu d'alguns crítics, amb una opinió que Anyangde guer patia l'humor no intencionat de la mala interpretació, en última instància, anomenant la durada tot i que relativament curta de 82 minuts de la pel·lícula com "una cadena perpètua".
Aquestes crítiques, però, van ser superades en nombre per ressenyes positives, i el lloc web de ressenyes Rotten Tomatoes va donar a la pel·lícula una puntuació del 75% fresc de nou ressenyes publicades a principis de 2008.

## Premis i nominacions
- 2001 Festival Internacional de Cinema de Chicago
  - Premi FIPRESCI[8]
- 2001 Festival Internacional de Cinema d'Amiens
  - Premi NETPAC
- 2001 Festival de Cinema Entrevues Film
  - Gran Premi
- 2002 Festival Internacional de Cinema de Tromsø
  - Premi especial Aurora
- 2002 Festival Internacional de Cinema de Kerala
  - Faisà corb d'or
- 2002 Buenos Aires Festival Internacional de Cinema Independent
  - Premi de cinematografia ADF - Menció especial, Xi Zhang
  - Premi SIGNIS
- 2002 Festival Internacional de Cinema de Vancouver
  - Premi Dracs i Tigres - Citació especial
- 2002 Festival Internacional de Cinema de Varsòvia
  - Citació especial